# Satoshi Kajino
Satoshi Kajino (梶野 智, Kajino Satoshi) est un footballeur japonais né le 9 novembre 1965. Il évoluait au poste de défenseur.